# Cleobury Mortimer and Ditton Priors Light Railway

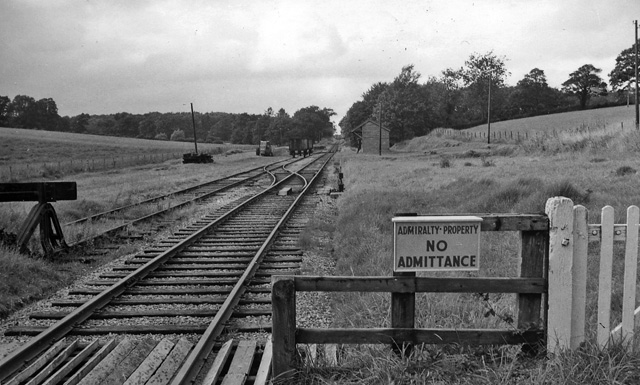
Standort von Burwarton Halt. Blick nach Norden, Richtung Ditton Priors; ehemalige Great Western, Cleobury Mortimer & Ditton Priors Light Railway.

Die Cleobury Mortimer and Ditton Priors Light Railway war eine britische Eisenbahngesellschaft in Shropshire in West Midlands in England. Die Gesellschaft entstand  auf der Grundlage des Light Railways Act am 23. Mai 1901 zum Bau einer 19 Kilometer langen Strecke von Cleobury Mortimer nach Ditton Priors. Am 19. Juli 1908 konnte die Strecke für den Güter- und am 20. November 1908 für den Personenverkehr eröffnet werden. In Cleobury Mortimer bestand eine Verbindung zur Great-Western-Railway-Strecke von Tenbury nach Bewdley.
Am 1. Januar 1922 wurde die Gesellschaft von der GWR übernommen. Am 26. September 1938 wurde der Personenverkehr eingestellt. Mit Wirkung zum 1. Mai 1957 übernahm die Royal Navy die Strecke, da sich in Ditton Priors eine Waffenlager befand. Als dieses stillgelegt wurde, stellte man auch den Betrieb der Bahn zum 16. April 1965 ein.
Die Gesellschaft besaß zwei dreiachsige Tenderlokomotiven, die bei der GWR später die Nummern 28 und 29 erhielten.